# St. Ignaz (Mainz)

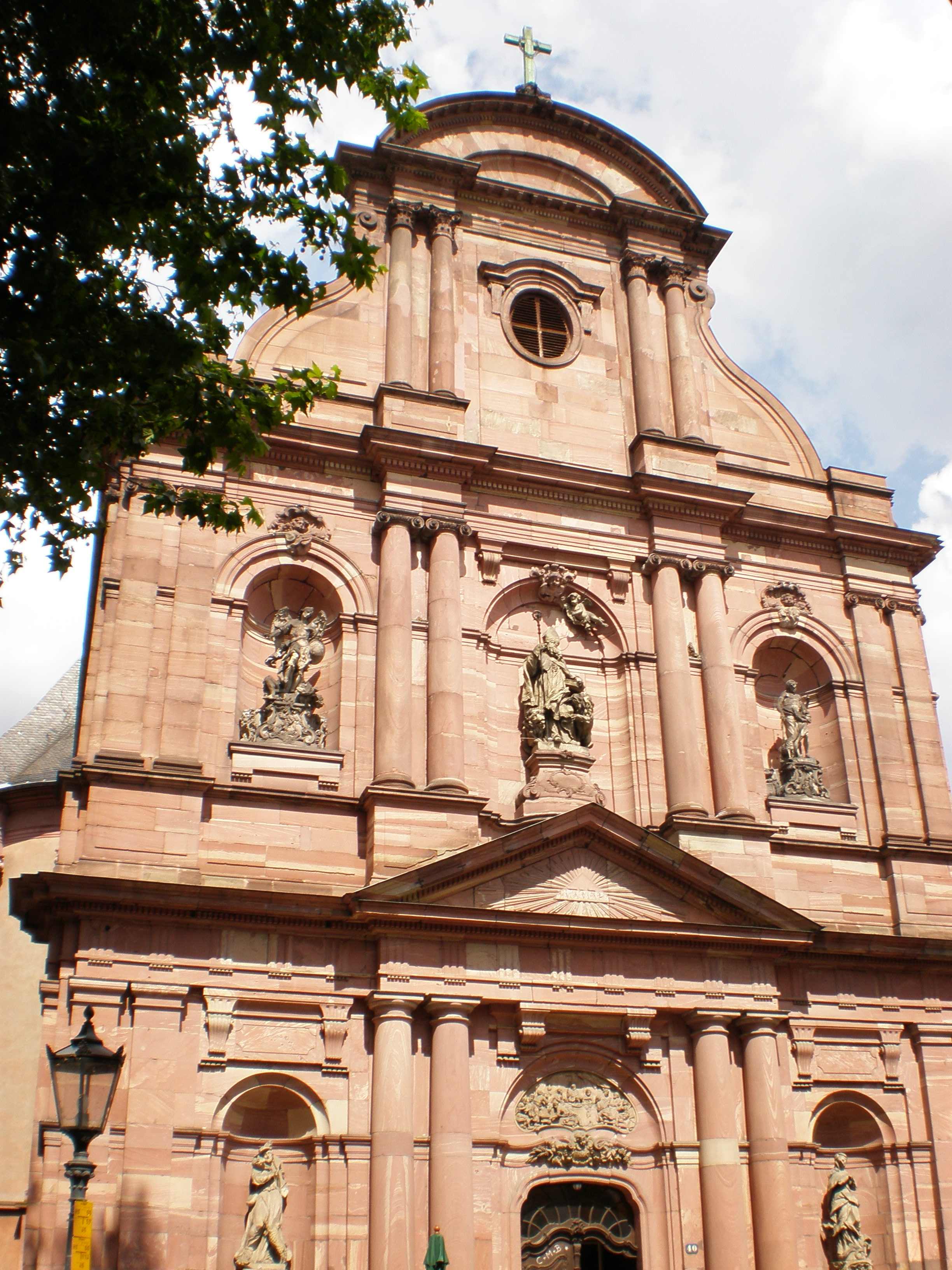
Frontfassade St. Ignaz

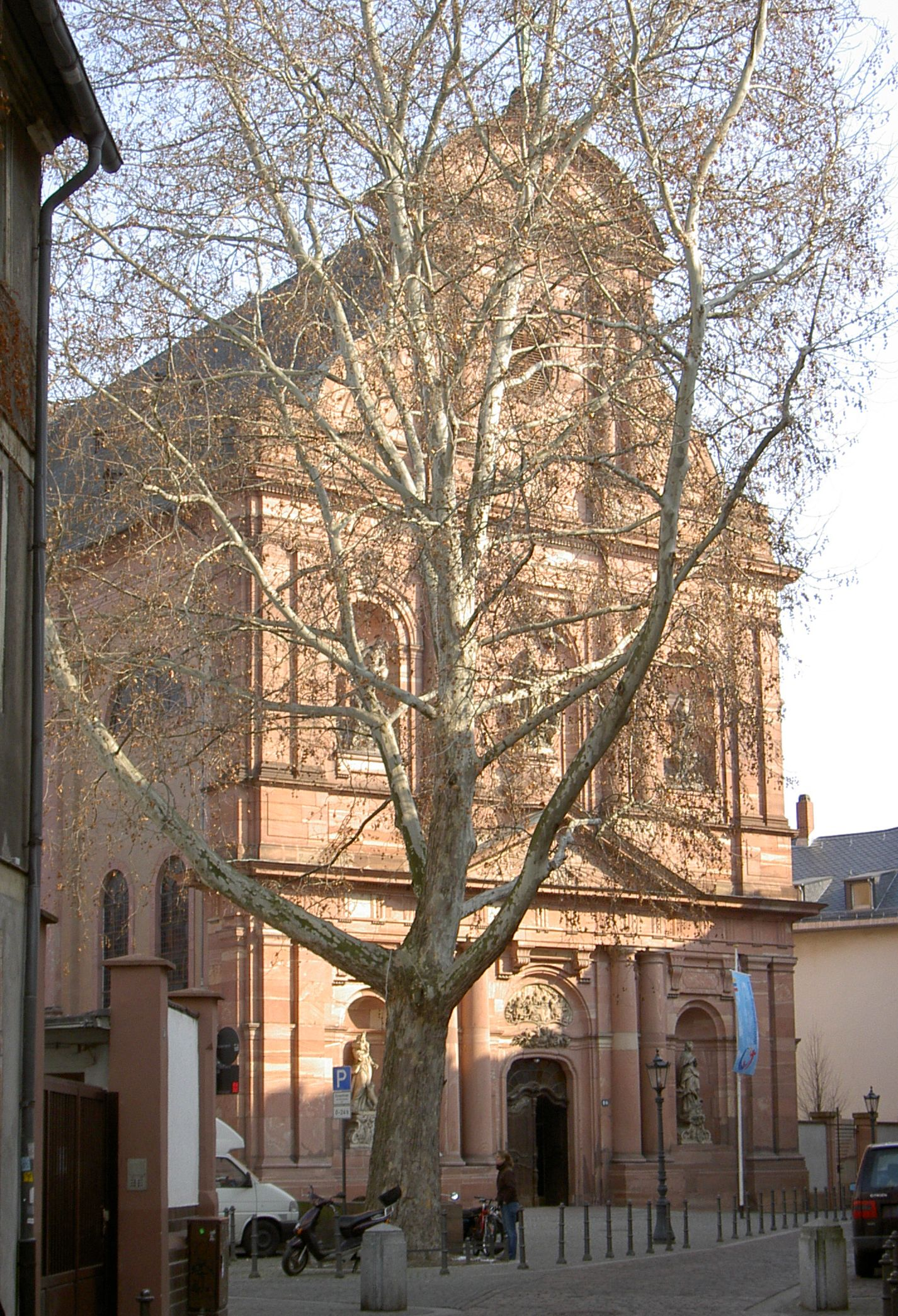
Fassade der Ignazkirche

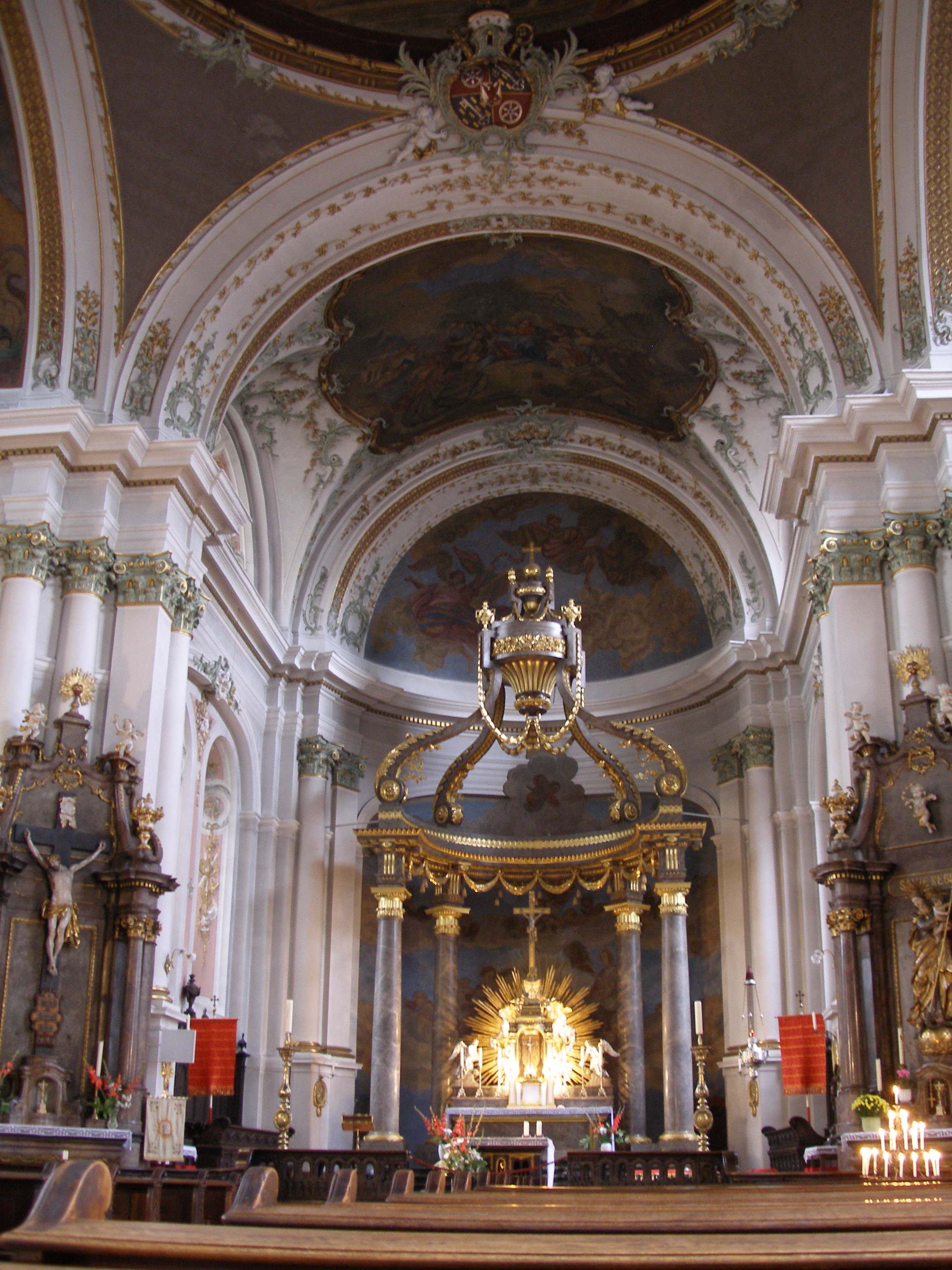
Innenraum

Die Mainzer Pfarrkirche St. Ignaz in der Kapuzinerstraße ist eine klassizistische Saalkirche. Sie wurde von 1763 bis 1774/75 unter dem kurmainzischen Baurat und Hofstuckateur Johann Peter Jäger erbaut. Gewidmet ist sie dem 107 nach Christus gestorbenen Märtyrer und Bischof von Antiochien, Ignatius von Antiochien.

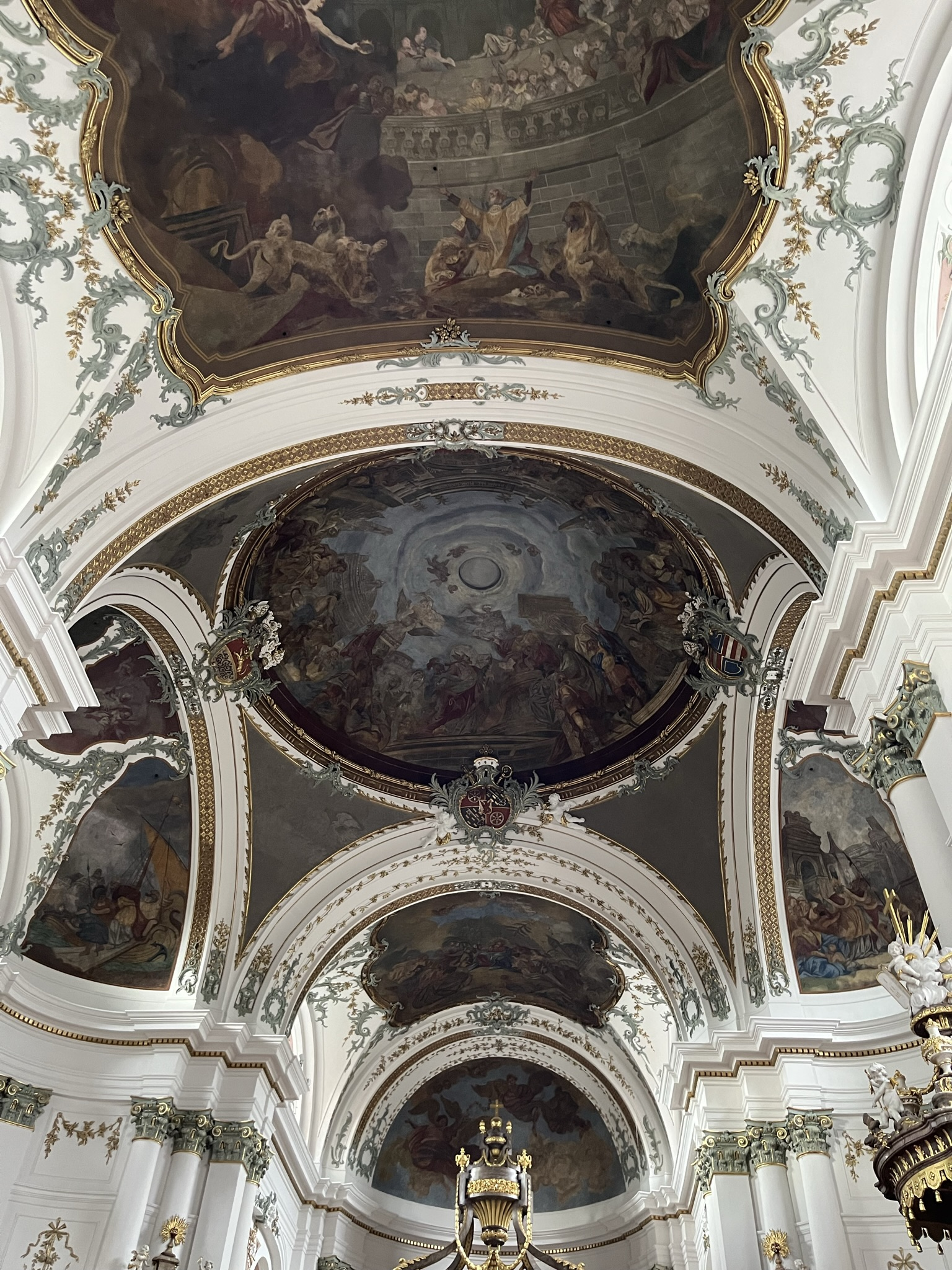
Deckenmalereien der Mainzer St. Ignazkirche

## Geschichte
Die Kirche ist in der gleichen Epoche erbaut worden wie die Augustinerkirche und die Kirche St. Peter. Im Gegensatz zu diesen handelt es sich aber nicht um eine Barockkirche, sondern, wie die Sandsteinfassade zeigt, um eine Kirche in klassizistischer Bauweise.
Die Ignazkirche steht auf dem Grund des mittelalterlichen Vorgängerbaus, der die Pfarrkirche des früheren Ortes und späteren Mainzer Stadtteils Selenhofen war. Nachgewiesen ist eine romanische, später gotisch erweiterte Kirche, die im Laufe des 18. Jahrhunderts baufällig wurde. Der erste schriftliche Hinweis auf diesen mittelalterlichen Vorgängerbau stammt aus dem Jahr 1259, datiert aber möglicherweise bereits in das 12. Jahrhundert.

## Architektur

### Fassade
Die Sandsteinfassade ist einem französischen Vorbild des frühen 17. Jahrhunderts, der Pariser Pfarrkirche Saint-Gervais-Saint-Protais nachgebildet. Insbesondere die Komposition aus dorischen, ionischen und korinthischen Säulen („Superposition“) und die hierzu passende Ausprägung der Pilasterkapitelle entspricht dem französischen Vorbild.

### Kirchengebäude
Der Grundriss der Kirche ist kreuzförmig. Ursprünglich war ein Turm über dem Chor geplant, der jedoch nie gebaut wurde. Die Deckenwölbung über dem kreuzförmigen Grundriss ist eine Arbeit von Johann Valentin Thoman. Die klare Formsprache des durchgestalteten Innenraums belegt den Übergang zum Klassizismus.

### Deckengewölbe
Der Innenraum ist mit einem prachtvollen Deckengemälde versehen. Die ursprünglichen Deckengemälde aus den Jahren 1773 bis 1776, die von Johann Baptist Enderle geschaffen wurden, zeigen Szenen aus dem Leben des Hl. Ignatius. 1902 bis 1906 wurden die Zeichnungen von Waldemar Kolmsperger dem Älteren über- bzw. nachgemalt und in den 1950er Jahren grundlegend restauriert. In den 1980er Jahren wurde St. Ignaz das vorletzte Mal renoviert, 2017 erneut.

### Krypta
Unter dem Chor befindet sich eine Krypta. 198 der ehemals 261 Backofengräber sind noch erhalten. Unter den Gräbern befinden sich diejenigen der Handwerker, die die Kirche ausbauten.

### Außenanlage
Neben der Kirche befindet sich ein ehemaliger Friedhof mit der Kopie einer Kreuzigungsgruppe aus dem Jahr 1519, eine Stiftung des Mainzer Bildhauers Hans Backoffen und seiner Frau aus dem 16. Jahrhundert. Seit 1995 befindet sich die vielfigurige Kreuzigungsgruppe im Bischöflichen Dom- und Diözesanmuseum (Mainz).

## Orgel

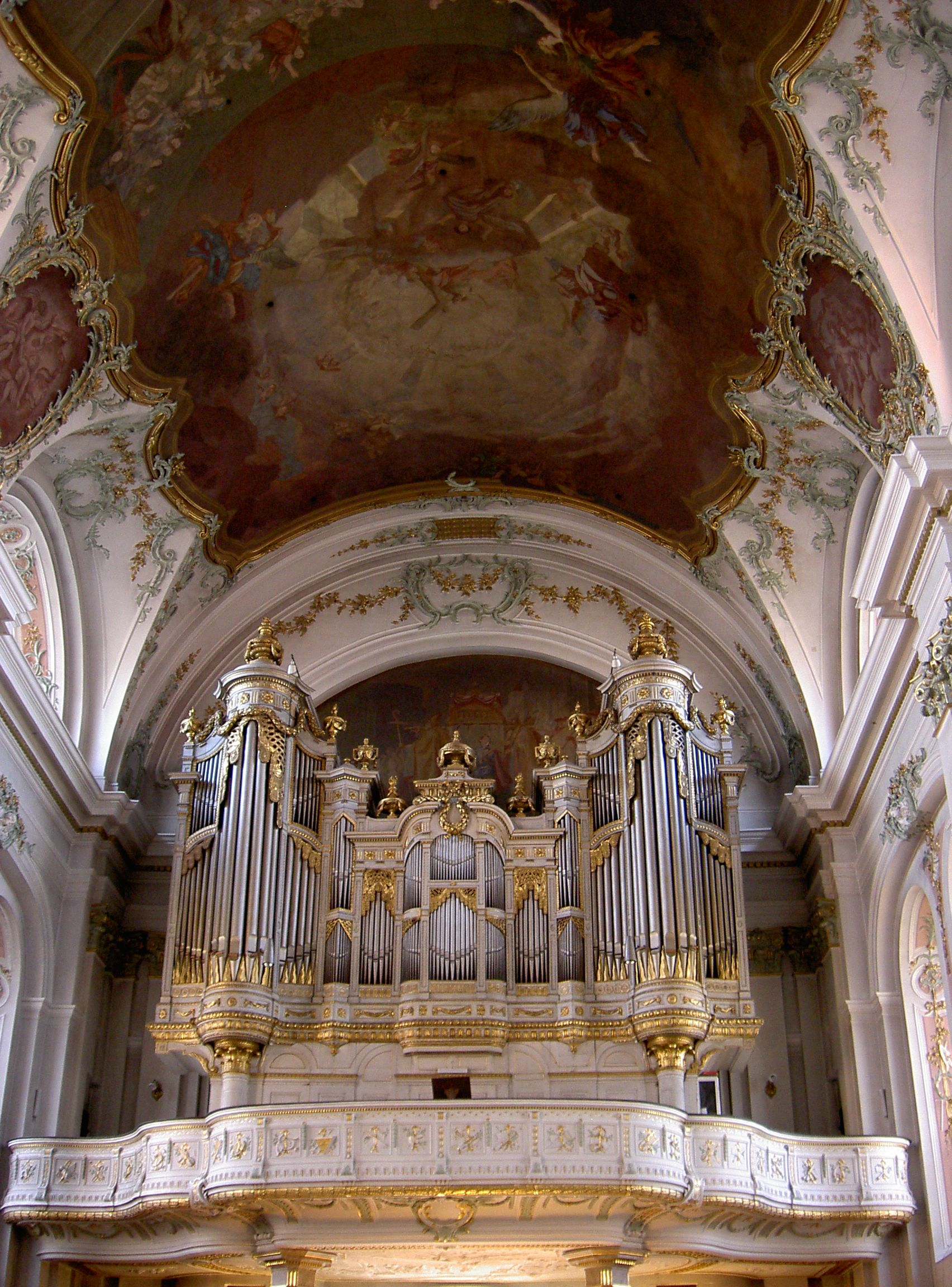
Blick auf die Orgel

Sehenswert ist auch das klassizistische Orgelgehäuse auf der Empore über dem Haupteingang. Es stammt von einer Orgel, die in den Jahren 1779–1781 durch den Orgelbauer Joseph Anton Onimus erbaut worden war, der beim Bau tödlich verunglückte. Der Orgelneubau wurde von der Witwe Anna Clara Manera gestiftet. Hinter dem repräsentativen Prospekt schuf Bernhard Dreymann 1837 ein neues Orgelwerk, weil das von Onimus schon nach einigen Jahrzehnten marode war. Christian Heinrich Rinck nahm die Orgel 1838 ab und veröffentlichte die von ihm als sehr gelungen betrachtete Registerzusammenstellung als Musterdisposition des damaligen Orgelbaus. 1903 wurde das Instrument durch den Orgelbauer Balthasar Schlimbach umgebaut, und zuletzt im Jahre 2019 durch Eule Orgelbau restauriert und auf den ursprünglichen Zustand zurückgeführt.  
Mehr als 80 % des Pfeifenbestandes von Dreymann sind erhalten. Mit knapp 2000 Pfeifen ist die Orgel in St. Ignaz die größte des Orgelbauers. Die originalen Prospektpfeifen (Violonbass 16′ und Prinzipal 8′) aus einer Zinn-Blei-Legierung sind komplett erhalten und konnten mit einer List vor der Beschlagnahmung für Rüstungszwecke im Ersten Weltkrieg gerettet werden: Man pinselte sie mit Zinkbronze ein, so dass sie wie billige Zinkpfeifen aussahen. Die Täuschung der für die Beschlagnahme zuständigen Behörde gelang so gut, dass dieser – auch den Klang geringfügig beeinflussende – Überzug erst Anfang der 2000er Jahre bemerkt, und schließlich bei der Restaurierung durch Eule mit einer Spezialflüssigkeit entfernt wurde. Das Schleifladen-Instrument verfügt über 34 Register auf zwei Manualen und Pedal. Die Spiel- und Registertrakturen sind mechanisch.
| I Hauptwerk C–g3 |                |     |
| 1.               | Bordon         | 16′ |
| 2.               | Principal      | 8′  |
| 3.               | Großgedact     | 8′  |
| 4.               | Gemshorn       | 8′  |
| 5.               | Viola di Gamba | 8′  |
| 6.               | Quintfloete    | 6′  |
| 7.               | Octava         | 4′  |
| 8.               | Kleingedact    | 4′  |
| 9.               | Quinta         | 3′  |
| 10.              | Superoctave    | 2′  |
| 11.              | Flageolet      | 2′  |
| 12.              | Cornet IV D    | 4′  |
| 13.              | Mixtur V–VI    | 2′  |
| 14.              | Trompete B/D   | 8′  |

| II Positiv C–g3 |               |       |
| 15.             | Floet travers | 8′    |
| 16.             | Spitzfloete   | 8′    |
| 17.             | Stillgedact   | 8′    |
| 18.             | Salicional    | 8′    |
| 19.             | Principal     | 4′    |
| 20.             | Floete douce  | 4′    |
| 21.             | Salicional    | 4′    |
| 22.             | Quinta        | 3′    |
| 23.             | Spitzfloete   | 2′    |
| 24.             | Mixtur III    | 1 ⁄2′ |
| 25.             | Fagott bass B | 8′    |
| 26.             | Crumhorn B/D  | 8′    |

| Pedal C–c1 |              |         |
| 27.        | Principalbaß | 16′     |
| 28.        | Violonbaß    | 16′     |
| 29.        | Subbaß       | 16′     |
| 30.        | Quintbaß     | 10 2⁄3′ |
| 31.        | Octavbaß     | 8′      |
| 32.        | Octavbaß     | 4′      |
| 33.        | Posaunenbaß  | 16′     |
| 34.        | Claironbaß   | 4′      |

- Koppeln: II/I, I/P
- Spielhilfen: Windtrennung Manual, Windtrennung Pedal, Calcant, Ventil

## Bilder

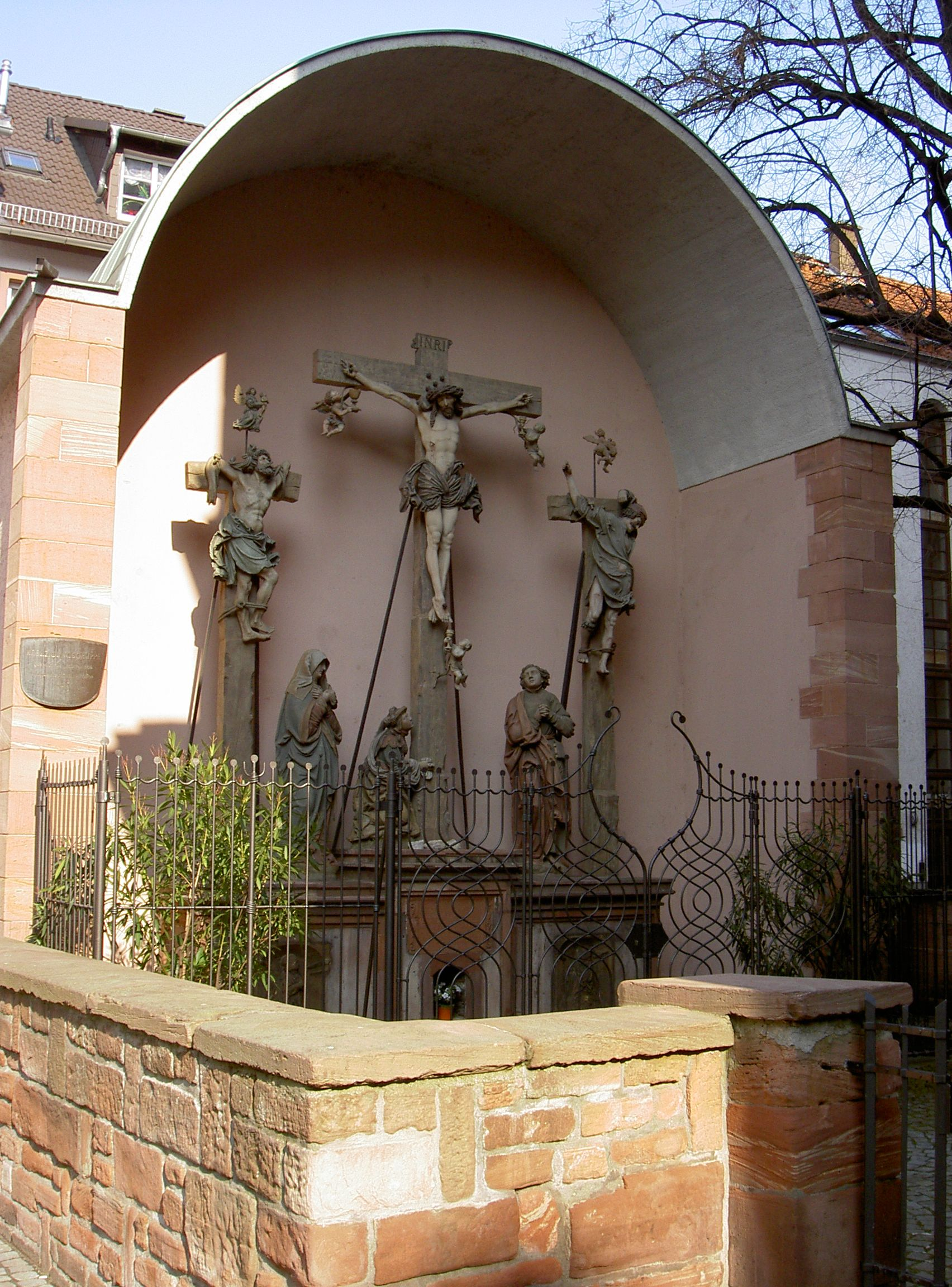
Die Kreuzigungsgruppe
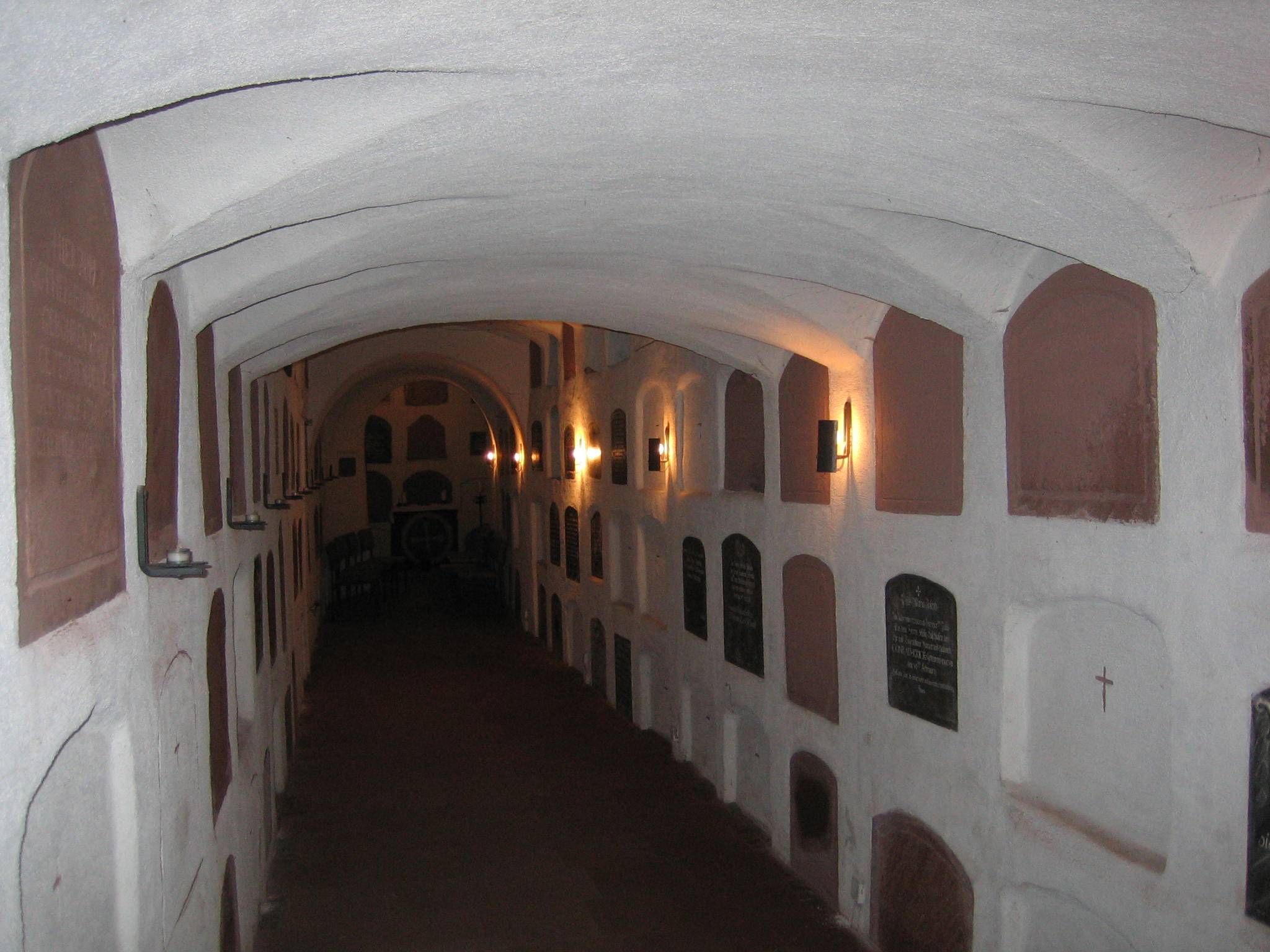
Krypta